# Лучне зграде у Новом Пазару
Лучне зграде у Новом Пазару два су дугачка блока стамбених вишеспратница које доминирају најужим центром овог града. Старија зграда дугачка је око 110 m, а новија око 160 m. У готово правилном луку омеђују са северозападне стране централну градску зону и формирају Улицу АВНОЈ-а, која у луку спаја улице Рифата Бурџевића и Стевана Немање. Својим обликом на известан начин представљају огледалну пројекцију старог градског бедема. Заједно са хотелом Врбак, Лучне зграде сведоче урбанизацији и модернизацији Новог Пазара у периоду социјализма и постале су незаобилазна тачка на туристичкој тури кроз Нови Пазар.
Зграде немају званично име, али их Новопазарци знају као „стару лучну” и „нову лучну“ зграду.

## Историја
Лучне зграде изграђене су 70-их година 20. века. Према документацији коју поседује Историјски архив „Рас”, Стара лучна зграда грађена је од 1969. до 1971. године, док је нова саграђена почетком 80-их. Зграде су импозантне величине, са великим бројем станова. Њихова изградња финансирана је из стамбеног фонда којим је управљало јавно стамбено предузеће. Зграде, као и цео простор око њих, пројектовали су архитекти и урбанисти тадашњег архитектонског бироа Санџак пројект.
Данас, када су станови у приватном власништву, чиме су станари преузели и обавезу одржавања зграде, овао велики објекти, због дотрајалости имају великих проблема. Неки од проблема у Лучним зградама су неисправни лифтови, дотрајале фасаде и други. Градска власт помаже станарима у решавању неких постојећих проблема.

## Утицај на изглед града
По завршетку Другог светског рата, 1947. године, порушена је чувена новопазарска Тијесна чаршија, која се налазила на месту данашњег градског центра, односно са леве и десне стране данашње пешачке Улице 18. новембра. Почетних стотинак метара са десне стране ове улице заправо представља остатак некадашње Тијесне чаршије, док је лева страна у потпуности срушена. Том приликом срушене су многе традиционалне куће, али их је неколико ипак преостало на десној страни. Крајем 70-их и почетком 80-их, према новим урбанистичким плановима, овај централни део Новог Пазара је модернизован, па су те куће данас стале „заробљене” између различитих модерних објеката различите намене. Тијесна чаршија налазила се на левој обали реке Рашке и била је доминантнија у односу на део који се налази на супротно, десној обали и данас је познат као Стара чаршија.
Лучне зграде практично омеђују овај простор и формирају улицу. Улица је, према тадашњем урбанистичком плану, требало да буде дужа, али тај план никада није у потпуности изведен, па се данас на тој траси налазе стамбени објекти.